# Alta Ansiedade
Alta Ansiedade (em inglês:  High Anxiety) é um filme estadunidense de 1977, dos gêneros comédia e mistério, produzido, coescrito, dirigido e protagonizado por Mel Brooks. 
Era a segunda vez que o diretor atuava em seus filmes e a primeira em que interpreta "falas" — em Silent Movie, os personagens se comunicavam por mímica. Harvey Korman, Cloris Leachman e Madeline Kahn, atores conhecidos por aparecerem nos filmes de Brooks, figuram no elenco uma vez mais.
A história é uma paródia de filmes de suspense, principalmente os dirigidos por Alfred Hitchcock, a quem o filme foi dedicado conforme os letreiros iniciais. Brooks recebeu uma garrafa de vinho enviada pelo lendário diretor, como sinal de aprovação.

## Elenco
- Mel Brooks...Dr. Richard H. Thorndyke, o novo administrador do hospício. Ele sofre de "Alta Ansiedade" e tenta impedir que uma quadrilha de bandidos mantenha pacientes internados indevidamente.
- Madeline Kahn... Victoria Brisbane, filha de Arthur Brisbane, um industrial internado no hospício depois de um ataque de nervos do qual estaria curado mas é impedido de receber alta.
- Ron Carey...Brophy, motorista e parceiro de Dr. Thorndyke. Ele carrega sempre uma máquina fotográfica e tira muitas fotos.
- Cloris Leachman...Enfermeira Diesel, dominadora e controladora do hospício, sendo que ela mesma é uma psicopata. Ela tem uma relação sado-masoquista (BDSM) com o Dr. Montague.
- Harvey Korman...Dr. Montague, o que seria o administrador mas foi preterido em favor do Dr. Thorndyke.
- Howard Morris...Professor Lilloman, antigo mestre de Thorndyke que o chama de "Little Old Man" ("Velhinho"). Ele é consultor do hospício e tenta curar a "Alta Ansiedade" de Thorndyke através da terapia. Quando dorme, assusta as pessoas pois sempre parece "morto".
- Albert Whitlock...Brisbane, um rico industrial pai de Victoria e paciente do hospício. É dito a Thorndyke que ele pensa ser um cachorro e por isso o médico se refere a Victoria como "a filha do Cocker", quando a conhece.
- Rudy De Luca...Braces, psicótico capanga da Enfermeira Diesel
- Dick Van Patten...Dr. Wentworth, médico que sabe o que ocorre no hospício e tenta fugir mas é vítima de um acidente de carro provocado.
- Barry Levinson...Dennis, o mensageiro do hotel. Ele é agressivo e se irrita com o Dr.Thorndyke quando esse lhe pede insistentemente para que traga o jornal do dia.

Três roteiristas do filme aparecem em papeis cômicos menores: Ron Clark é o paciente Zachary Cartwright que sonha com lobisomens;Rudy De Luca é o assassino "Braces" e o diretor de Rain Man, Barry Levinson, é Dennis, o mensageiro nervoso do hotel.

## Sinopse
O Dr. Richard H. Thorndyke (o "H" é de Harpo, pois sua mãe era fã dos Irmãos Marx conforme conta em uma cena) chega para ser o novo administrador do Hospício chamado Instituto Psico-Neurótico para os Muito, Muito Nervosos. Ao conversar com o motorista Brophy, ouve as suspeitas de que o administrador anterior fora assassinado. De fato, o Dr. Montague e sua esposa, a enfermeira Diesel, mantém internados indevidamente diversos pacientes sãos, apenas para continuarem a receber os polpudos valores pagos pelas famílias. Ao participar de uma conferência de psiquiatria em São Francisco, o Dr. Thorndyke se encontra com a filha de um dos pacientes, Victoria Brisbane, e descobre o esquema do casal. A partir daí, passa a ser vítima de vários planos dos bandidos, primeiro para incriminá-lo por assassinato, depois para matá-lo.

### Outros filmes
- Blowup — Brophy realiza várias ampliações da foto do assassinato, similar ao que faz o personagem de David Hemmings no filme de Michelangelo Antonioni.
- The Cobweb
- Duel — Wentworth vê pelo retrovisor a frente de um grande caminhão, similar ao que persegue David Mann no filme de Steven Spielberg.
- One Flew Over the Cuckoo's Nest — A Enfermeira Diesel paradia a personagem da enfermeira Ratched.
- The Pink Panther — O personagem Norton aparece apenas com a metade do bigode, similar ao que acontece com o Inspetor Jacques Clouseau naquele filme.
- The Wizard of Oz — quando a Enfermeira Diesel cai para a morte, ela está segurando uma vassoura e lembra a Bruxa Má do Oeste.
- The Spy Who Loved Me — o assassino Braces usa aparelhos de alumínio nos dentes, parodiando os dentes de aço do personagem Jaws, popular vilão inimigo de James Bond.
- Citizen Kane — a câmera se aproximando lentamente da janela - e quebrando-a assustando os atores em cena - é uma referência ao recurso cinematográfico usado naquele filme clássico.